# Mertensia campanulata
Mertensia campanulata är en strävbladig växtart som beskrevs av Aven Nelson. Mertensia campanulata ingår i släktet fjärvor, och familjen strävbladiga växter. Inga underarter finns listade i Catalogue of Life.